# Комендант Берегової охорони США
Комендант Берегової охорони США (англ. Commandant of the Coast Guard) — найвища офіцерська посада в Береговій охороні США. Комендант, як правило, є єдиним чотирьох-зірковим адміралом у складі берегової охорони і призначається на чотирирічний термін Президентом США після підтвердження Сенатом Сполучених Штатів. Комендант має віце-коменданта (заступника), двох помічників коменданта /керівників регіонів та начальника штабу, всі з яких є трьохзірковими віце-адміралами.
На відміну від керівників інших видів збройних сил Сполучених Штатів, комендант Берегової охорони не є членом Об'єднаного комітету начальників штабів, він, однак, право на надбавку до зарплати, яку додатково отримують члени Об'єднаного комітету начальників штабів, в 37 USC § 414 (а) (5) ($ 4000 на рік в 2009 році).
Більш того, на відміну від керівників Об'єднаного комітету начальників штабів, які не мають прав на оперативне керівництво власними видами Збройних сил, комендант Берегової охорони безпосередньо командує своєю службою. Він звітує перед Президентом, через секретаря Національної безпеки. До створення Міністерства національної безпеки в 2003 році, комендант підпорядковувався міністрові транспорту з 1966 по 2003 рік. До створення департаменту транспорту в 1966 році, комендант та його попередники підпорядковувалися міністру фінансів з 1790 року.

## Список комендантів Берегової охорони США
| #  | Фото | Ім'я                    | Звання           | Початок терміну | Кінець терміну  |
| -- | ---- | ----------------------- | ---------------- | --------------- | --------------- |
| 1  |      | Леонард Шепард          | кєптен           | 14 грудня 1889  | 14 березня 1895 |
| 2  |      | Чарлз Шумахер           | кєптен           | 19 березня 1895 | 27 березня 1905 |
| 3  |      | Ворт Росс               | кєптен-комендант | 25 квітня 1905  | 30 квітня 1911  |
| 4  |      | Елсворт Бертхольф       | комодор          | 19 червня 1911  | 30 червня 1919  |
| 5  |      | Вільям Рейнольдс        | контрадмірал     | 2 жовтня 1919   | 11 січня 1924   |
| 6  |      | Фредерік Біллард        | контрадмірал     | 11 січня 1924   | 17 травня 1932  |
| 7  |      | Гаррі Гамлет            | контрадмірал     | 14 червня 1932  | 1 січня 1936    |
| 8  |      | Рассел Вайш             | адмірал          | 1 січня 1936    | 1 січня 1946    |
| 9  |      | Джозеф Фарлей           | адмірал          | 1 січня 1946    | 1 січня 1950    |
| 10 |      | Мерлін О'Нілл           | віцеадмірал      | 1 січня 1950    | 1 червня 1954   |
| 11 |      | Альфред Керролл Річмонд | адмірал          | 1 червня 1954   | 1 червня 1962   |
| 12 |      | Едвін Джон Роланд       | адмірал          | 1 червня 1962   | 1 червня 1966   |
| 13 |      | Віллард Сміт            | адмірал          | 1 червня 1966   | 1 червня 1970   |
| 14 |      | Честер Бендер           | адмірал          | 1 червня 1970   | 1 червня 1974   |
| 15 |      | Овен Сілер              | адмірал          | 1 червня 1974   | 1 червня 1978   |
| 16 |      | Джон Хейс               | адмірал          | 1 червня 1978   | 28 травня 1982  |
| 17 |      | Джеймс Грейсі           | адмірал          | 28 травня 1982  | 30 травня 1986  |
| 18 |      | Пол Йост                | адмірал          | 30 травня 1986  | 31 травня 1990  |
| 19 |      | Вільям Кайм             | адмірал          | 31 травня 1990  | 1 червня 1994   |
| 20 |      | Роберт Крамек           | адмірал          | 1 червня 1994   | 30 травня 1998  |
| 21 |      | Джеймс Лой              | адмірал          | 30 травня 1998  | 30 травня 2002  |
| 22 |      | Томас Коллінз           | адмірал          | 30 травня 2002  | 25 травня 2006  |
| 23 |      | Тед Аллен               | адмірал          | 25 травня 2006  | 25 травня 2010  |
| 24 |      | Роберт Дж. Папп         | адмірал          | 25 травня 2010  | 14 травня 2014  |
| 25 |      | Пол Цукунфт             | адмірал          | 14 травня 2014  | 1 червня 2018   |
| 26 |      | Карл Лео Шульц          | адмірал          | 1 червня 2018   | 1 червня 2022   |
| 27 |      | Лінда Лі Фаган          | адмірал          | 1 червня 2022   | діюча           |